# Lupșeni
Lupșeni falu Romániában, Erdélyben, Fehér megyében. Közigazgatásilag Alsógáld községhez tartozik.

## Fekvése
Felsőgáld közelében fekvő település.

## Története
Lupşeni korábban Felsőgáld része volt, 1956 körül vált külön 114 lakossal.
1966-ban 115, 1977-ben 87, 1992-ben 54, 2002-ben pedig 37 román lakosa volt.